# クィントゥス・ラビエヌス
クィントゥス・ラビエヌス（ラテン語: Quintus Labienus, ? - 紀元前39年）は、共和政ローマ末期の政務官。のちにパルティアへ転じて、パルティアの将軍を務めた。

## 生涯
護民官を務めたティトゥス・ラビエヌスの息子であったが、クィントゥスの生年や前半生に関しては確認できない。父ティトゥスと同じ戦場で経験を重ねた可能性も考えられる。
紀元前44年3月、ガイウス・ユリウス・カエサル暗殺後に再び内戦状態に陥ったローマで、クィントゥスはガイウス・カッシウス・ロンギヌスらの共和主義者に組して、援軍要請のためにパルティアへと赴いたが、フィリッピの戦い（紀元前42年10月）で共和主義者が敗北した後はパルティアに身を寄せた。
紀元前40年、パルティア軍はユーフラテス川を渡ってローマ属州シュリアへと攻め入った際に、パコルス1世と共にクィントゥスもパルティア軍の指揮を執った。一時期はアパメア（Apamea）を占領し、マルクス・アントニウス派の将軍ルキウス・デキディウス・サクサ（en:Lucius Decidius Saxa）を討ち取り、いくつかの小都市を除いて旧アケメネス朝時期の領域に迫る程まで勢力を拡大した。
しかし、紀元前39年にローマ軍の反撃が始まり、クィントゥスはデキディウスと同じアントニウス派の将軍プブリウス・ウェンティディウス・バッススとタウルス山脈の山道、通称「キリキアの門」で激突し、ウェンティディウスによる騎兵を山の斜面で移動困難にして討ち取る戦法にはまり、敗死した(キリキアの門の戦い）。